# Kapanga isulata
Kapanga isulata är en spindelart som först beskrevs av Forster 1970.  Kapanga isulata ingår i släktet Kapanga och familjen panflöjtsspindlar. Inga underarter finns listade i Catalogue of Life.